# Saint-Loup (Charente Marittima)
Saint-Loup è un comune francese di 289 abitanti situato nel dipartimento della Charente Marittima nella regione della Nuova Aquitania.

## Società

### Evoluzione demografica
Abitanti censiti